# Gronowo (Koejavië-Pommeren)

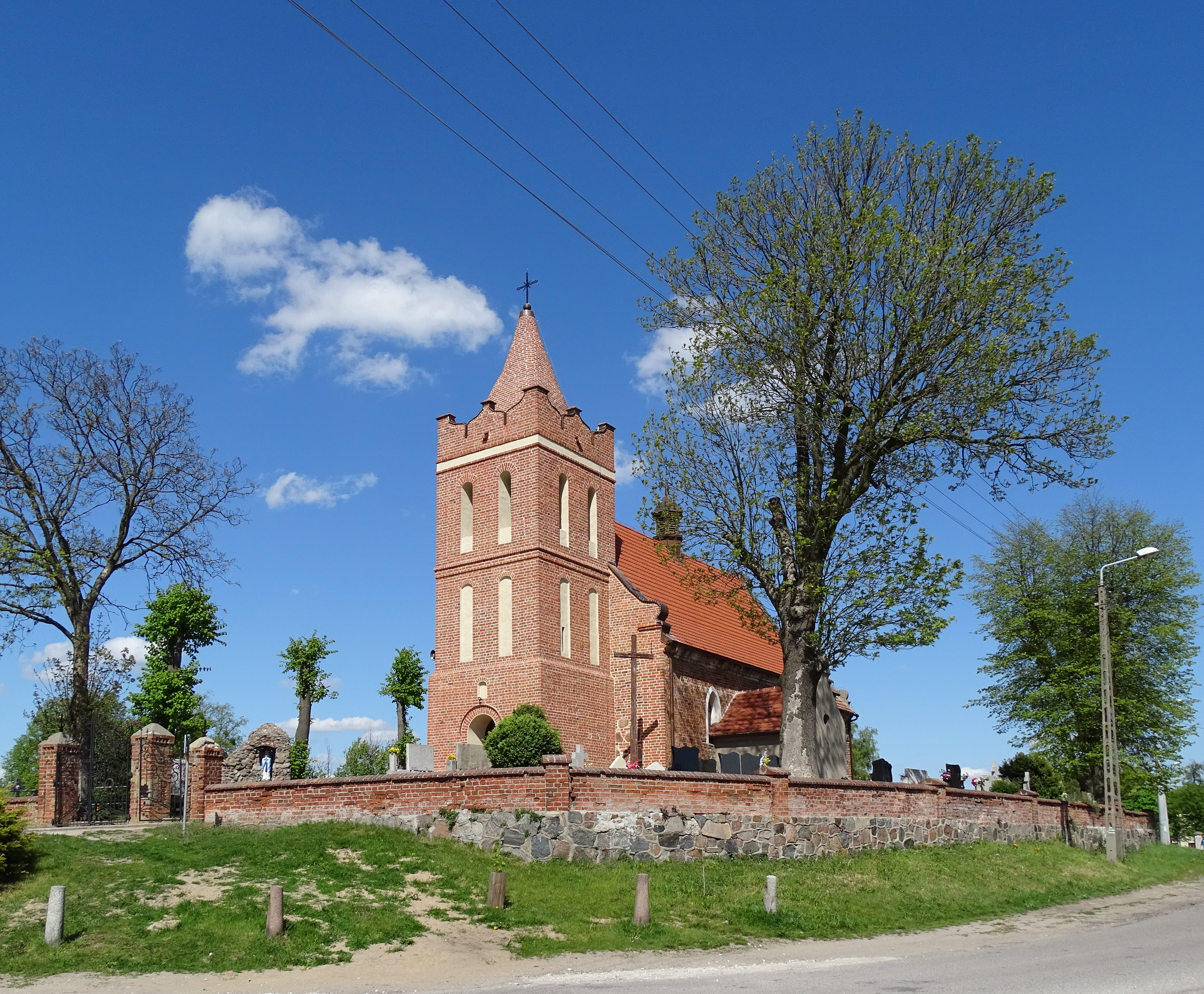
Sint-Nicolaaskerk uit de eerste helft van de 14e eeuw.

Gronowo is een dorp in de Poolse woiwodschap Koejavië-Pommeren. De plaats maakt deel uit van de gemeente Lubicz en telt 700 inwoners.